# تاريخ الأستراليين الأصليين

لوحة من القرن التاسع عشر تمثل مقاومة قبائل جويغل الأصلية لوصول جيمس كوك في 1770.

بدأ تاريخ الأستراليين الأصليين منذ 65,000 سنة على الأقل، عندما سكن البشر أستراليا لأول مرة.
تبقى المسألة المتعلقة بأصول البشر الذين سكنوا أستراليا لأول مرة محل تخمين وجدال؛ إذ يعتقد بعض علماء الأنثروبولوجيا بأنهم قد يشكّلون نتيجة هجرات البشر الأولى خارج أفريقيا. على الرغم أنهم ربما هاجروا للمنطقة، التي سُميت لاحقًا بأستراليا، مرورًا بجنوب شرق آسيا، لا يرتبطون بشكل واضح بأي من الشعوب الآسيوية أو الميلانيزية المعروفة. هناك دليل على التبادل الجيني واللغوي بين الأستراليين في أقصى الشمال وبين الشعوب الأسترونيزية قاطني غينيا الجديدة والجزر حاليًا، ولكن قد يكون ذلك نتيجة للتجارة الحديثة والزواج بين الأعراق.
في العصور الأولى من التواصل الأوروبي، تشير التقديرات بصفة عامة إلى أن عدد السكان الذين قطنوا أستراليا تراوح بين 315,000 إلى 750,000 شخص، في مجموعات متنوعة، بينما تشير التقديرات الأعلى إلى أن إجمالي عدد السكان قد وصل إلى 1.25 مليون نسمة. يُقدر التعداد التراكمي لإجمالي عدد السكان الذين عاشوا في أستراليا خلال 65,000 سنة قبل الاستعمار البريطاني بما يقارب 1.6 مليار نسمة. كانت المناطق الأكثف بالنسبة للسكان الأصليين هي نفس المناطق الساحلية المعتدلة الأكثف سكانيًا في الوقت الحالي. من المتعارف عليه في بدايات القرن العشرين أن تعداد سكان أستراليا الأصليين كان يتجه نحو الاندثار. تقلص عدد السكان منذ بداية الاستعمار البريطاني في 1788 إلى 50,000 في 1930، حدث ذلك بشكل أساسي نتيجةً لتفشي الجدري وبعض الأمراض الأخرى التي كانت أقل انتشارًا.
بعد الاستعمار، شُردت التجمعات السكانية الساحلية للسكان الأصليين وتلاشت أو اُجبرت على ترك أراضيها، بقيت المظاهر التقليدية لحياة السكان الأصليين في مناطق مثل صحراء الرمل الكبرى حيث كانت المستعمرات الأوروبية أقل انتشارًا. وُجدت المناطق الأعلى في كثافة السكان في الأجزاء الجنوبية والشرقية من القارة، ووادي نهر موراي بالتحديد. على الرغم من أن التسمانيين الأصليين قد دُفعوا نحو الاندثار، حافظ غيرهم من الأستراليين الأصليين على مجتمعات ناجحة عبر أستراليا. اختلفت التقنيات والأنظمة الغذائية ونشاطات الصيد طبقًا للبيئة المحلية.

## الهجرة إلى أستراليا
يُعتقد أن الهجرات البشرية الأولى إلى أستراليا تحققت عندما تكوّن ذلك الجزء من كتلة اليابسة في قارة أستراليا، (الجزء الذي ربط بين الجزيرة وغينيا الجديدة من خلال جسر اليابسة). من الممكن أيضًا أن يكون البشر قد أتوا عن طريق التنقل بين الجزر خلال سلسلة الجزر الممتدة بين سولاوسي وغينيا الجديدة، إضافةً إلى الآخرين الذين وصلوا إلى شمال غرب أستراليا من خلال تيمور. ما يزال التوقيت المحدد لوصول أسلاف الأستراليين الأصليين محل خلاف بين علماء الأنثروبولوجيا. يرجع تاريخ الوصول الأكثر اتفاقًا عليه بشكل عام بين  40,000 و 80,000 عامًا قبل الحاضر. منذ عام 1971 بالقرب من بنريث في نيو ساوث ويلز، وُجدت العديد من الأدوات الحجرية البدائية في الممرات الحصوية لترسبات كرانيبروك التي يرجع تاريخها إلى ما بين 45,000 و 50,000 عامًا قبل الحاضر. عندما كانت تلك النتائج جديدة كانت محلًا للجدال، لكن أكدت التقديرات التاريخية الأحدث للطبقات في 1987 و 2003 تلك التواريخ. استند التاريخ الذي يرجع إلى 48,000 عامًا قبل الميلاد على بعض المواقع في شمال أستراليا التي تأرّخت عن طريق التألق الحراري.
أرُخ عدد كبير من المواقع بواسطة الكربون المشع إلى 38000 عامًا قبل الميلاد، لتدفع بعض الباحثين نحو التشكيك في دقة تقنية التألق الحراري. يُقيد العمر الأقصى للتأريخ بواسطة الكربون المشع بنحو 40,000 عامًا. تراوحت بعض التقديرات ما بين 30,000 و 68,000 عامًا قبل الميلاد. تتطلب التواريخ الأقدم تقنيات حديثة مثل التألق المحفز بصريًا (أو إس إل) (OSL) ومقياس طيف الكتلة المسرع(إيه إم إس) (AMS) ما يعزز الأدلة المشيرة إلى وجود تواريخ وصول أقدم. أرّخ تشارلز دورتش الموجودات الأخيرة في جزيرة روتنيست في غرب أستراليا إلى 70000 عامًا قبل الحاضر. تشير الأدلة إلى وجود قطع من المغرة استُخدمت في رسومات منذ 60000 عامًا في الملاجئ الصخرية في مالاكونانجا الثانية (ملجأ صخري ضحل يقع على بعد حوالي 50 كيلومترًا من الساحل الحالي داخل اليابسة) وفي نايوالابيلا الأولى (التي تقع على بعد 70 كيلومترًا جنوبي مالاكونانجا). باستخدام التألق المحفز بصريًا تمكن رهيس جونز من التوصل إلى تاريخ الأدوات الحجرية في تلك المناطق التي يعود تاريخها إلى ما بين  53,000 و 60,000 عامًا.
أشار التأريخ باستخدام التألق الحراري في موقع جينميوم في المنطقة الشمالية إلى تاريخ يعود إلى ما بين 116000 و 120000 عامًا قبل الميلاد. على الرغم من حصول تلك النتائج على تغطية صحفية كبيرة، لا يتفق عليها معظم علماء الآثار. لدى أفريقيا فقط أدلة مادية أقدم على سكن الإنسان الحديث. هناك أيضًا أدلة على تغير أنظمة الحرائق في أستراليا، استُنبطت من رواسب الشعاب المرجانية في كوينزلاند وتتراوح بين 70 و 100000 عامًا، ويدعم دمج الأدلة الجينية البشرية من أجزاء متفرقة حول العالم تاريخ وصول الأستراليين الأصليين إلى القارة لما قبل 60000 عامًا.
وصل البشر إلى تاسمانيا قبل 40000 عامًا تقريبًا عن طريق الهجرة عبر جسر اليابسة من البر الرئيس الذي وُجد خلال الذروة الجليدية الأخيرة. بعد ارتفاع البحار منذ ما يقرب من 120000 عامًا لتغطي جسر اليابسة، أصبح السكان معزولين عن البر الرئيس حتى وصول المستوطنين الأوروبيين.
استوطنت القبائل المحلية من قصار القامة الغابات المطيرة شمال كوينزلاند، التي تعتبر أشهر مجموعاتها هم التجابوكاي في منطقة الكيرنز. أُشير إلى سكان الغابات المطيرة أولئك إجمالًا بالبربر، الذين عُرفوا سابقًا ببقايا موجة قديمة من هجرة النيجريتو إلى قارة أستراليا، ولكن تلك النظرية لم تعُد تلقى إجماعًا كبيرًا.
يُعد رجل المونجو، الذي اكتُشف رفاته في عام 1974 بالقرب من بحيرة مونجو في نيوساوث ويلز هو أقدم إنسان وُجد في أستراليا. على الرغم من أن العمر المؤكد لرجل المونجو يعتبر محل خلاف، يشير الإجماع إلى أن عمره يرجع إلى 40000 عامًا على الأقل. وُجدت أيضًا أدوات حجرية في بحيرة مونجو قدرها اتحاد علم وصف طبقات الأرض بنحو 50000 عام. بينما تقع بحيرة مونجو في جنوب شرق أستراليا، ذكر العديد من علماء الآثار أن البشر لا بد أن يكونوا قد وصلوا إلى شمال غرب أستراليا قبل ذلك بعدة آلاف من السنين على الأقل.
في 2012، أشارت نتائج التنميط الجيني الذي تم على نطاق واسع إلى وجود روابط بين الأستراليين الأصليين والسكان الأصليين لغينيا الجديدة والمامانوا (السكان الأصليين لجنوب الفلبين)، وأنهم قد انحدروا من أصل مشترك قبل 36000 عامًا تقريبًا. أظهرت نفس الدراسات ان الجينوم الخاص بالسكان الأصليين يتكون من 11% من الحمض النووي الهندي الموزع بتجانس عبر شمال أستراليا، موضحًا تدفق جيني جوهري حدث قبل 4230 عامًا. تظهر التغيرات في تقنيات الأدوات ومعالجة الغذاء في التسجيلات الأثرية خلال تلك الفترة، مشيرةً إلى احتمالية وجود هجرة من الهند.